# Межица
Межица — река в России, протекает в Вичугском и Родниковском районах Ивановской области. Устье реки находится в 159 км по левому берегу реки Теза. Длина реки составляет 12 км. В верховьях называется также Камешка.
Исток у деревни Казаркино. Течёт в верховьях на юго-запад, после впадения слева притока Задняя поворачивает на запад. На реке расположены деревни Межи, Афонасово, Глазково, Кабаниха. Ниже последней река впадает в Тезу.

## Данные водного реестра
По данным государственного водного реестра России относится к Окскому бассейновому округу, водохозяйственный участок реки — Клязьма от города Ковров и до устья, без реки Уводь, речной подбассейн реки — бассейны притоков Оки от Мокши до впадения в Волгу. Речной бассейн реки — Ока.
По данным геоинформационной системы водохозяйственного районирования территории РФ, подготовленной Федеральным агентством водных ресурсов:
- Код водного объекта в государственном водном реестре — 09010301112110000033266
- Код по гидрологической изученности (ГИ) — 110003326
- Код бассейна — 09.01.03.011
- Номер тома по ГИ — 10
- Выпуск по ГИ — 0